# Neochavesia trinidadensis
Neochavesia trinidadensis är en insektsart som först beskrevs av John Wyman Beardsley 1970.
Neochavesia trinidadensis ingår i släktet Neochavesia och familjen ullsköldlöss. Inga underarter finns listade i Catalogue of Life.